# Batalla de Chernígov
La batalla de Chernígov o sitio de Chernígov se refiere al cerco a la ciudad de Chernígov por las fuerzas rusas iniciado el 24 de febrero, durante la invasión rusa de Ucrania de 2022.

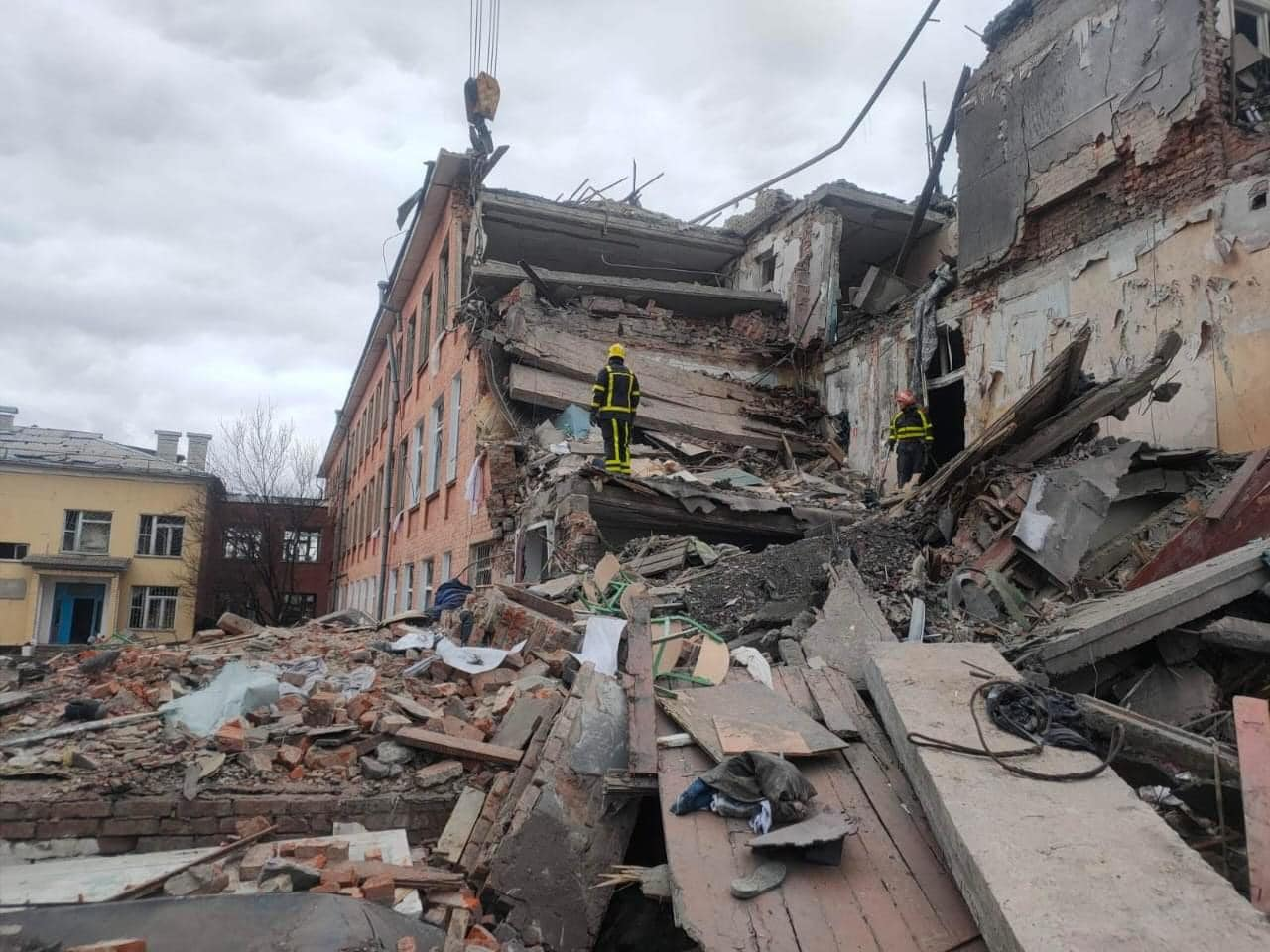
Bombardeo de Chernígov de 2022.

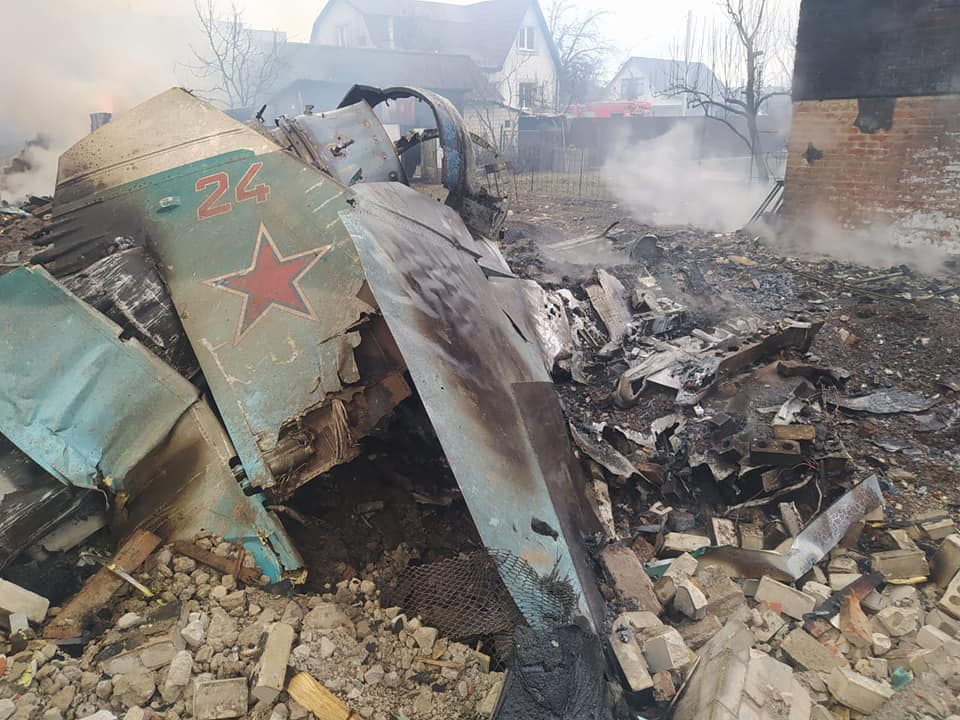
Avión ruso derribado el 5 de marzo.

## Batalla

### Primera fase
A las 03:27 (UTC+3), un capitán y un cabo de la 11.ª Brigada de Asalto Aéreo de la Guardia Rusa se rindieron a las Fuerzas Armadas de Ucrania cerca de Chernígov.  El mismo día, Ucrania afirmó que un pelotón de reconocimiento de la 74.ª Brigada de Fusileros Motorizados de la Guardia se había rendido.
Según el Ministerio de Defensa británico, las fuerzas rusas que atacaron Chernígov el día 24 se detuvieron fuera de la ciudad.
A las 08:34 (UTC+2), el ejército ucraniano repelió un ataque del ejército ruso en Chernígov y confiscó equipos y documentos rusos.
A las 14:25 (UTC+2), el Ministerio de Defensa ruso anunció que había rodeado Chernígov y estaba bloqueando la ciudad. Mientras tanto, el Ministerio de Defensa británico afirmó que las fuerzas rusas no habían logrado capturar Chernígov y, en cambio, optaron por una ruta diferente a Kiev, sin pasar por la ciudad.

### Segunda fase
El 26 de febrero de 2022, las fuerzas ucranianas afirmaron que habían derrotado a una fuerza rusa que intentó tomar la ciudad. Al parecer, las fuerzas ucranianas se apoderaron de varios tanques rusos. El gobierno ucraniano difundió también que los cohetes rusos BM-21 Grad habían alcanzado hospitales y colegios en Chernígov.
Durante los bombardeos a la ciudad donde murió el primer general ruso durante la invasión de Ucrania en 2022. El general de división Andréi Sujovetski, entonces subcomandante del 41.º Ejército de Armas Combinadas, murió un día después del bombardeo contra civiles.

### Tercera fase
El 3 de marzo de 2022, justo después de las 12:00 (UTC+2), se registró un ataque con, al menos ocho bombas aéreas no guiadas, que cayeron en una zona residencial de Chernígov, en una plaza pública de forma triangular formada por las calles Viacheslava Chornovola y Kruhova (51.5001°N 31.2791°E). 
En este bombardeo de la ciudad de Chernígov murieron 47 personas. Amnistía Internacional y Human Rights Watch describieron los ataques como un crimen de guerra.

#### Ataque
El bombardeo del 3 de marzo quedó registrado por una cámara de salpicadero de un coche. La imagen permite ver   seis cohetes que caen y, a continuación, explosionan. A través de medios en línea se mostraron los cuerpos de las víctimas, sobrevivientes trasladados en camillas, bomberos tratando de apagar incendios en el principal complejo de apartamentos que había sido golpeado, y automóviles y árboles en llamas. El gobernador regional Viacheslav Chaus dijo a los periodistas que hubo dos escuelas afectadas.
La congresista estadounidense de origen ucraniano Victoria Spartz (IN-R) declaró a la prensa que su abuela vivía en un edificio cercano y que los cristales de todas las ventanas habían estallado.

#### Víctimas
Las bombas mataron principalmente a personas que hacían cola para comprar pan. Yulia Matvienko, también residente de la calle Ivana Bohuna, sobrevivió al atentado con una lesión en la cabeza. Sus tres hijos resultaron ilesos, pero tuvieron que salir arrastrándose de debajo de los escombros después de la explosión. Los servicios de emergencia locales registraron 38 hombres y 9 mujeres muertos por el bombardeo y 18 personas heridas.

#### Investigaciones
Como Amnistía Internacional no pudo identificar un objetivo militar legítimo cercano, describió el ataque como un crimen de guerra.
Human Rights Watch (HRW) no encontró un objetivo militar en el área golpeada, señalando un «ataque indiscriminado potencialmente deliberado o imprudente». HRW pidió que la investigación de la Corte Penal Internacional en Ucrania y la Comisión de Investigación de las Naciones Unidas decidieran si se había producido un crimen de guerra y que hicieran rendir cuentas a las personas responsables. La investigación de HRW incluyó entrevistas telefónicas con tres testigos y otros dos residentes de Chernígov, y el análisis de 22 videos y 12 fotografías. Los testigos entrevistados por HRW declararon que desconocían objetivos u operaciones militares en el vecindario.

### Ataque en la cola para comprar pan
Desde el 10 de marzo, la ciudad ha estado bajo asedio.
El 16 de marzo, el gobernador del óblast de Chernígov Vyacheslav Chaus informó de que los ataques rusos contra Chernígov, solo ese día, habían matado a un total de 53 personas.
Durante el ataque de las fuerzas rusas ocurrido el 16 de marzo murieron 14 personas que hacían cola para comprar pan.

#### Reacciones
Alrededor de cuatro horas después del incidente, la Oficina del Fiscal Regional de Chernígov presentó un caso legal sobre el ataque. La rama del Óblast de Chernígov del Servicio de Seguridad de Ucrania también inició una investigación. El mayor general ruso Ígor Konashénkov, portavoz del Ministerio de Defensa de Rusia, dijo que «las imágenes de video de civiles que murieron en Chernígov, que supuestamente fueron baleados por militares rusos, se distribuyeron en todos los recursos de propaganda del régimen de Kiev. Se indicó que todos los muertos supuestamente hacían fila para pedir pan». Según Konashénkov, no había militares rusos en Chernígov.